# Præsidentvalget i USA 1952
Præsidentvalget i USA 1952 var det 42. præsidentvalget, som blev afholdt tirsdag d. 4. november 1932. Republikaneren Dwight D. Eisenhower vandt en jordskredssejr over demokraten Adlai Stevenson og sluttede dermed en række på i alt fem demokratiske sejre i træk — i perioden fra 1932 til og med præsidentvalget i 1948 — ved det amerikanske præsidentvalg.
Stevenson vandt den demokratiske nominering ved den tredje afstemning ved det demokratiske konvent i 1952 og besejrede dermed senator Estes Kefauver fra Tennessee, senator Richard Russell Jr. fra Georgia og andre kandidater. Eisenhower — en meget populær general kendt for sit lederskab under Anden Verdenskrig — var sammen med den konservative senator Robert A. Taft fra Ohio (søn af den tidligere amerikanske præsident William H. Taft) de primære kandidat i det republikanske parti. Med støtte fra Thomas E. Dewey og andre partiledere, sejrede Eisenhower snævert over Taft ved det republikanske konvent i 1952 med Richard Nixon, en ung senator fra Californien, som hans vicepræsidentkandidat. I den første tv-transmitterede præsidentkampagne fremstod Eisenhower, i skarp kontrast til Stevenson, karismatisk.
Republikanerne angreb Trumans håndtering af Korea-krigen og hans håndtering af den bredere kolde krig og påstod, at sovjetiske spioner havde infiltreret den amerikanske regering. Demokraterne angreb Eisenhower for ikke at fordømt den republikanske senator Joe McCarthy og andre reaktionære republikanere, som de påstod havde deltaget i hensynsløse og uberettigede angreb. Stevenson forsøgte at adskille sig fra den upopulære Truman-administration, ved i stedet at føre kampagne omkring den populære New Deal. Ligeledes forsøgte Stevenson at skabe frygt blandt den amerikanske befolkningen, ved at italesætte muligheden for en anden stor depression under en eventuel republikansk administration.
Eisenhower fastholdte sin enorme popularitet fra krigen, hvilket ligeledes kom til udtryk i hans kampagneslogan "I Like Ike". Eisenhowers popularitet og Trumans upopularitet førte til en republikansk sejr. Her vandt Eisenhower 55,18% af vælgerstemmerne på landsplan, og vandt samtidigt alle delstater uden for de såkaldte Sydstater — det lykkes tilmed Eisenhower at vinde de tre Sydstater Florida, Virginia og Tennessee, der næsten ellers altid havde stemt demokratisk siden slutningen af Rekonstruktionstiden.
Republikanerne vandt også kontrollen over begge kamre i Kongressen.

## Yderligere læsning
- Ambrose, Stephen E. Eisenhower. Vol. I. Soldat, general for hæren, præsident valgt 1890–1952 (New York: Simon og Schuster, 1983), s. 550–572.
- Blake, David Haven. Likes Ike: Eisenhower, Advertising, and the Rise of Celebrity Politics (Oxford UP, 2016). xvi, 281 s.
- Boomhower, Ray E. "Hele vejen med Adlai: John Bartlow Martin og Adlai Stevenson -kampagnen fra 1952." Journal of the Illinois State Historical Society 111#3 (2018): 67–102 online .
- Bowen, Michael. Rødderne til moderne konservatisme: Dewey, Taft og kampen om det republikanske partis sjæl (2011)
- Converse, Philip E., Warren E. Miller, Donald E. Stokes, Angus Campbell . The American Voter (1964) det klassiske statsvidenskabelige studie af vælgere i 1952 og 1956
- David, Paul Theodore (1954). Presidential nominating politics in 1952. 5 vol detaljer om hver region
- Davies, Gareth og Julian E. Zelizer, red. Amerika ved valgurnen: Valg og politisk historie (2015) s. 167–83, fjernsynets rolle.
- Davies, James C. "Charisma i 1952 -kampagnen." American Political Science Review 48#4 (1954): 1083–102. doi: 10.2307/1951012. online .
- Divine, Robert A. (1974). Foreign Policy and U.S. Presidential Elections, 1952–1960.
- Donaldson, Gary. Da Amerika kunne lide Ike: Hvor moderate vandt præsidentvalget i 1952 og omformede amerikansk politik (2016) 137 sider.
- Grant, Philip A. "Eisenhower og den republikanske invasion i syd 1952: Virginia -sagen." Præsidentstudier kvartalsvis 20#2 (1990): 285–93. online .
- Greene, John Robert. I Like Ike: Præsidentvalget i 1952 (2017) uddrag
- Halberstam, David. Halvtredserne . (New York: Fawcett Columbine, 1993) online
- Hyman, Herbert H. og Paul B. Sheatsley. "Den politiske appel fra præsident Eisenhower", Public Opinion Quarterly, 17 (1953–54), s. 443–60 online
- McCullough, David. Truman . New York: Simon & Schuster. (1992)
- McKeever, Porter (1991). Adlai Stevenson: his life and legacy.
- Martin, John Bartlow . Adlai Stevenson fra Illinois (1976) bind 1 dækker sin kampagne i dybden
- Medhurst, Martin J. "Tekst og kontekst i præsidentkampagnen fra 1952: Eisenhowers tale" Jeg skal til Korea "." Præsidentstudier kvartalsvis 30.3 (2000): 464–484. online
- Murphy, John M. "Borgerlig republikanisme i moderne tid: Adlai Stevenson i præsidentkampagnen i 1952." Quarterly Journal of Speech (1994) 80#3 s. 313–328.
- Parmet, Herbert S. Eisenhower og de amerikanske korstog (1972) online
- Patterson, James T. (1972). Mr. Republican: a biography of Robert A. Taft. Houghton Mifflin Harcourt (HMH).
- Pickett, William B. (2000). Eisenhower Decides to Run: Presidential Politics and Cold War Strategy. Chicago: Ivan R. Dee. ISBN 1-56-663787-2. OCLC 43953970.1-56-663787-2
- Smith, Jean Edward . Eisenhower i krig og fred (2012) s. 498–549ISBN 978-1-4000-6693-3
- Strong, Donald S. "Præsidentvalget i Syd, 1952." Journal of Politics 17.3 (1955): 343–389. online

### Primære kilder
- Gallup, George H., red. (1972). The Gallup Poll: Public Opinion, 1935–1971. 3 vols. Random House.
- Chester, Edward W En guide til politiske platforme (1977) online
- Porter, Kirk H. og Donald Bruce Johnson, red. Nationale partiplatforme, 1840–1964 (1965) online 1840–1956

## Eksterne links
- Newsreel om Eisenhower-kampagne
- 1952 vælgerstemmer efter distrikt
- 1952 vælgerstemmer efter delstat
- Beslutningen om ikke at genopstille i 1952, et uddrag fra en Truman-biografi fra et University of Virginia
- Hvor tæt var valget i 1952? - Michael Sheppard, Massachusetts Institute of Technology
- The Living Room Candidate: Presidential Campaign Commercials: 1952
- Eisenhowers præsidentkampagne i 1952, Dwight D. Eisenhower præsidentbibliotek Arkiveret 21. november 2017 hos  Wayback Machine
- Præsidentvalget i 1952: optælling af vælgerstemmerne
- "Project X" afsnit 5 af The Last Archive af Jill Lepore (havde premiere 11. juni 2020)